# Ursula Karven
Ursula Karven, all'anagrafe Ursula Ganzenmüller (Ulma, 17 settembre 1964), è un'attrice, modella e scrittrice tedesca; attrice attiva principalmente in campo televisivo, tra cinema e - soprattutto - televisione, ha partecipato ad una sessantina di differenti produzioni, a partire dalla metà degli anni ottanta. Come scrittrice è invece nota per le sue pubblicazioni riguardanti lo yoga.

## Biografia
Ursula Ganzenmüller, in seguito noto con il nome d'arte di Ursula Karven, nasce ad Ulma, nel Baden-Württemberg, il 17 settembre 1964. Poco più che adolescente, si trasferisce negli Stati Uniti per studiare recitazione presso il Lee Strassberg Institute di Los Angeles e New York.
Il debutto sul grande schermo arriva nel 1984, all'età di 20 anni, con la partecipazione al film Ein irres Feeling, diretto da Nikolas Müllerschön.
Nel 1986, compare per la prima volta in tv in un episodio della tredicesima stagione della serie televisiva L'ispettore Derrick, episodio intitolato Il testimone oculare (Der Augenzeuge). Nel 1989 è nel cast principale della serie televisiva Rivalen der Rennbahn, dove interpreta il ruolo di Jeannette.
Nel 1994 è nel cast principale della serie televisiva Elbflorenz, dove interpreta il ruolo di Katja Böhling. Nello stesso anno, sposa il produttore cinematografico James Veres, assieme al quale si trasferisce a Los Angeles e dal quale avrà tre figli, Christopher (che nasce nel 1994), Daniel (che nasce nel 1997) e Liam Taj (che nasce nel 2003).
Il 2001 la vede protagonista di vari film, quali la commedia Club der grünen Witwen, il thriller erotico Holiday Affairs e la commedia Vater braucht eine Frau.
Nel giugno di quell'anno, la vita di Ursula Karven è però anche sconvolta da una tragedia familiare, la morte del figlio di 4 anni Daniel, che annega nella piscina della villa del musicista Tommy Lee (marito di Pamela Anderson) a Santa Monica durante una festa di compleanno. Lee, finito sotto processo per negligenza, viene in seguito assolto dall'accusa.
L'anno successivo torna al cinema dedicandosi al film Impatto criminale. In seguito, dal 2005 al 2008, recita nella serie televisiva Tatort, dove interpreta il ruolo del giudice Wanda Wilhelmi, ovvero la fidanzata del Commissario Capo Jan Casstorff (interpretato da Robert Atzorn), mentre nel 2006, è protagonista della serie televisiva M.E.T.R.O. - Ein Team auf Leben und Tod, dove interpreta il ruolo di Katharina Hansen.
Nel 2008 si separa da James Veres e due anni dopo si trasferisce da Maiorca, dove abitava, a Berlino assieme al figlio più giovane Liam Taj.
Nel 2012, a 47 anni, posa per le copertine della rivista Playboy.
L'anno seguente è protagonista del film per la TV Non con me tesoro (Nicht mit mir, Liebling). Nella pellicola, diretta da Thomas Nennstiel, l'attrice interpreta il ruolo di Nina von der Heyden.
In seguito, tra il 2014 e il 2016, è protagonista, nel ruolo di Alicia Charles, di una trilogia di film TV tratta dai romanzi di Katie Fforde.

## Filmografia

### Cinema
- Ein irres Feeling, regia di Nikolai Müllerschön (1984)
- Die Küken kommen, regia di Eckhart Schmidt (1985)
- Die Schokoladenschnüffler, regia di Jiří Menzel (1986)
- Wie treu ist Nik?, regia di Eckhart Schmidt (1986)
- Fuoco, neve e dinamite (Feuer, Eis & Dynamit), regia di Willy Bogner (1990)
- Ein Engel für Felix, regia di Marijan David Vajda (1992)
- Una vita di troppo (Tödliches Leben), regia di Richard Engel (1995)
- Impatto criminale (Con Express), regia di Terry Cunningham (2002)

### Televisione
- Verkehrsgericht – serie TV, episodio 4x05 (1986)
- Il commissario Kress (Der Alte) – serie TV, episodio 11x03 (1987)
- Der Schwammerlkönig – serie TV, episodio 1x01 (1988)
- Beule, regia di Ralf Gregan – film TV (1988)
- Hessische Geschichten – serie TV, episodio 1x06 (1988)
- Rivalen der Rennbahn – serie TV, episodi 1x06-1x07 (1989)
- Piège infernal – miniserie TV (1989)
- L'eredità dei Guldenburg (Das Erbe der Guldenburgs) – serie TV, 5 episodi (1989-1990)
- Sangue blu (Blaues Blut) – miniserie TV, 7 episodi (1989-1990)
- La Misère des riches – serie TV, 6 episodi (1990)
- Detective Extralarge – serie TV, episodio 1x06 (1991)
- Faber l'investigatore (Der Fahnder) – serie TV, episodio 4x11 (1992)
- L'ispettore Derrick (Derrick) – serie TV, episodi 13x04-19x04-14x05 (1986-1992)
- Brigada central II: La guerra blanca – serie TV, episodio 1x01 (1992)
- Glückliche Reise – serie TV, episodio 3x01 (1993)
- Einer stirbt bestimmt, regia di Rainer Bär – film TV (1993)
- Der Nelkenkönig – serie TV (1994)
- Rapt à crédit, regia di Pierre Boutron – film TV (1994)
- Elbflorenz – serie TV, 13 episodi (1994)
- Die Hütte am See – serie TV, 6 episodi (1991-1994)
- Dr. Stefan Frank - Der Arzt, dem die Frauen vertrauen – serie TV, episodio 1x15 (1995)
- Hart to Hart: Harts in High Season, regia di Christian I. Nyby II – film TV (1996)
- Wolkenstein – serie TV, episodi 1x06-1x07 (1996)
- Rosamunde Pilcher – serie TV, episodio 1x24 (1998)
- Ich schenk dir meinen Mann, regia di Karola Hattop – film TV (1998)
- Liebe ist stärker als der Tod, regia di Dominique Othenin-Girard – film TV (1999)
- Sorelle nemiche (Feindliche Schwestern - Wenn aus Liebe Hass wird), regia di Gabriel Barylli – film TV (2000)
- Autsch, du Fröhliche, regia di Jorgo Papavassiliou – film TV (2000)
- Delta Team (Delta Team - Auftrag geheim!) – serie TV, episodio 1x07 (2001)
- Der Club der grünen Witwen, regia di Udo Witte – film TV (2001)
- La morte ha il vestito rosso (Holiday Affair), regia di Uli Möller – film TV (2001)
- Balko – serie TV, episodio 6x08 (2001)
- Vater braucht eine Frau, regia di Matthias Tiefenbacher – film TV (2002)
- Familie XXL, regia di Peter Timm – film TV (2002)
- Denninger - Der Mallorcakrimi – serie TV, episodio 1x08 (2003)
- Prima di dirti addio (Before I Say Goodbye), regia di Michael Storey – film TV (2003)
- Lady Cop (Die Kommissarin) – serie TV, episodio 5x02 (2004)
- Un caso per due (Ein Fall für zwei) – serie TV, episodio 25x06 (2005)
- Tote leben länger, regia di Manfred Stelzer – film TV (2005)
- M.E.T.R.O. - Ein Team auf Leben und Tod – serie TV, 10 episodi (2006)
- Tatort – serie TV, 7 episodi (1996-2008)
- Ein starkes Team – serie TV, episodio 1x39 (2008)
- Stille Post, regia di Matthias Tiefenbacher – film TV (2008)
- Vulcano (Vulkàn), regia di Uwe Janson – film TV (2009)
- Der letzte Patriarch, regia di Michael Steinke – film TV (2010)
- Mein Herz in Malaysia, regia di Helmut Metzger – film TV (2011)
- Unter anderen Umständen – serie TV, episodio 1x07 (2012)
- Non con me tesoro (Nicht mit mir, Liebling), regia di Thomas Nennstiel – film TV (2012)
- Squadra speciale Lipsia (SOKO Leipzig) – serie TV, episodio 13x03 (2012)
- Squadra Speciale Stoccarda (SOKO Stuttgart) – serie TV, episodio 4x14 (2012)
- Wer liebt, lässt los, regia di Judith Kennel – film TV (2013)
- Eine unbeliebte Frau, regia di Thomas Roth – film TV (2013)
- Hattinger und die kalte Hand - Ein Chiemseekrimi, regia di Hans Steinbichler – film TV (2013)
- Der Weg nach San José, regia di Roland Suso Richter – film TV (2014)
- Katie Fforde - Un patrimonio d'amore (An deiner Seite), regia di Sebastian Grobler – film TV (2014)
- Katie Fforde: Un desiderio di vigilia (Das Weihnachtswunder von New York), regia di Felix Herzogenrath – film TV (2015)
- Katie Fforde: Un desiderio di famiglia (Warum hab ich ja gesagt?), regia di Carlo Rola – film TV (2016)
- So einfach stirbt man nicht, regia di Maria von Heland – film TV (2019)
- Die Lehmanns und ihre Töchter, regia di Maria von Heland – film TV (2019)
- Ausgebremst – miniserie TV, episodio 2x02 (2021)
- Schon Tausendmal Berührt, regia di Judith Westermann – film TV (2022)

## Doppiatrici italiane
- Anna Lana in Prima di dirti addio
- Anna Cesareni in Non con me tesoro

## Opere letterarie
- 2003: Yoga für die Seele
- 2005: Sina und die Yogakatze
- 2006: Das große Babybuch
- 2006: Das große Schwangerschaftsbuch
- 2007: Sinas Yogakatze und der singende Weihnachtsbaum
- 2007: Yoga für Dich
- 2007: Yoga für dich und überall, Gräfe und Unzer, München; 1. Auflage 2007, ISBN 978-3-8338-0762-6
- 2009: Yoga del Mar – Power Yoga II
- 2011: Mein Kochbuch für Kochmuffel
- 2013: Loslassen. Yoga-Weisheiten für dich und überall